# Волобуев, Владимир Родионович
Влади́мир Родио́нович Волобу́ев (25 июля 1909, Екатеринодар — 5 ноября 1987, Баку) — российский и азербайджанский почвовед. Член-корреспондент АН СССР, академик АН Азербайджанской ССР.

## Биография
- В 1930 году окончил Кубанский сельскохозяйственный институт. Работал на Муганской опытно-мелиоративной станции.
- В 1952—1957 годах — директор Института почвоведения и агрохимии АН Азербайджанской ССР.
- В 1957—1959 годах — вице-президент, с 1959 года — академик-секретарь Отделения биологических наук АН Азербайджанской ССР.

## Награды
- Государственная премия СССР — 1967, 1980
- Премия им. В. В. Докучаева — 1958